# Gazelle Sports Car Company
Gazelle Sports Car Company war ein britischer Hersteller von Automobilen.

## Unternehmensgeschichte
Das Unternehmen aus Leeds begann 1975 mit der Produktion von Automobilen und Kits. Der Markenname lautete Gazelle. 1982 endete die Produktion. Classic Cars of Titchfield aus Titchfield setzte die Produktion von 1992 bis 1994 fort. Insgesamt entstanden etwa 18 Exemplare.

## Fahrzeuge
Im Angebot stand nur ein Modell. Es hatte eine gewisse Ähnlichkeit mit einem Mercedes-Benz SSK, so wie es Classic Motor Carriages mit großem Erfolg in den USA anbot. Die Ausführung Mark VR basierte auf dem Fahrgestell vom VW Käfer und hatte somit den Motor im Heck. Der Mark CF hatte einen Frontmotor von Ford. 1975 betrug der Neupreis für ein Komplettfahrzeug 15.000 Pfund, was dem Preis für einen Porsche 911 entsprach.